# Придорожный (Иркутская область)
Придорожный — посёлок в Братском районе Иркутской области России. Входит в состав Кобляковского сельского поселения. Находится вблизи Усть-Илимского водохранилища, примерно в 50 км к северо-западу от районного центра, города Братска, на высоте 465 метров над уровнем моря.

## Население
По данным Всероссийской переписи, в 2010 году численность населения посёлка составляла 2 человека (1 мужчина и 1 женщина).